# Olivier Lamboray
Olivier Lamboray (Elsene, 23 november 1968), ook bekend als Olamboray, is een Belgisch surrealistisch kunstschilder die reeds 20 jaar in Indonesië woont en werkt. 
Zijn oeuvre omvat naast surrealistische acrylverfschilderijen ook figuratieve werken,  Cartoon Pop Art  en aquarelwerken op papier.

## Biografie
Lamboray groeide op in Lasne-Chapelle-Saint-Lambert in Waals-Brabant en in Brussel. Hij was reeds tijdens zijn jeugd gefascineerd door de surrealistische werken van Belgische schilders als René Magritte en Paul Delvaux. Op jonge leeftijd ontstond ook zijn fascinatie om te reizen en onderweg te zijn. De reizen die hij maakte met zijn ouders, alsook de individuele reizen die hij ondernam, leverden veel inspiratie op voor zijn schilderijen.
Dankzij zijn deelnames aan diverse tentoonstellingen in binnen- en buitenland, alsook de kunstprijzen die hij sinds 2011 wist te verzilveren tijdens wedstrijden, is Lamboray uitgegroeid tot een fundamentele Belgische vertegenwoordiger van de hedendaagse surrealistische schilderkunst.

### Opleiding
Ondanks zijn vroege interesse in schilderkunst en zijn verlangen om clown te worden, volgde hij een wetenschappelijk educatief parcours. Hij studeerde wiskunde aan de Université Libre de Bruxelles (ULB) en Advertising aan het CAD (Centre des Arts Décoratifs) in Ukkel. Vervolgens begon Lamboray op 22-jarige leeftijd te werken in de reclamesector waar hij zich bezighield met het maken van advertenties. Onder stimulans van een vriend begint hij uiteindelijk eind jaren tachtig te schilderen en ontdekt hij de vrijheid die ermee gepaard gaat. Sinds 1992 profileert Lamboray zich voltijds als kunstschilder en schildert hij dagelijks.

### Stijl en oeuvre
Lamboray legde een lang experimenteel parcours af om te komen tot zijn eigen, surrealistische stijl. Zijn oeuvre uit de jaren negentig is erg gevarieerd: van figuratieve en abstracte schilderkunst tot zelfs cartoon pop art. De schilder maakt vooral werken met acrylverf, maar realiseerde ook reeds aquarelwerken op papier, waaronder realistische portretten van diverse hondenrassen.
Sinds begin jaren 2000 worden zijn schilderijen gekenmerkt door het meer surrealistische karakter, de symboliek en de erg inhoudsvolle taferelen. Hij benadert kunst op een vreedzame en dromerige wijze, waarbij hij voortdurend de betekenis van de werkelijkheid in twijfel trekt. Lamboray gebruikt deze techniek om de huidige moderne massacultuur en de onthechting van de natuur te bekritiseren.
Een aantal elementen komen regelmatig terug in zijn werken en vormen zijn handelskenmerk: een diversiteit aan blauwe kleuren, een treinstel en treinsporen, een volle maan, wolken, een lichtblauw hondje dat hij Laly Blue Superstar noemt, een verliefd koppeltje en een reiskoffer. Architectuur, zoals huizen van de vorige eeuw met hun veelvuldigheid van geverfde bakstenen, romantiek en dieren krijgen ook vaak een rol in zijn werken.
Zelf omschreef Lamboray zijn zienswijze en symboliek van zijn schilderijen als volgt: "15 jaar reizen en enkele artistieke afwijkingen hebben mij in staat gesteld om op een "treinlijn" te zitten, die onze Belgische surrealistische cultuur erg dierbaar is. Een droomwereld waar de verbeelding liefde, positivisme en geheimen verbergt. Een mix van culturen, een Geisha om de schoonheid van een vrouw te benadrukken, een symbool van perfectie in een wereld die diversiteit, harmonie van verschillen en respect voor anderen steeds meer vermengt. Van het accentueren van het erfgoed van ons station, tot de transformatie van publieke (of privé) plaatsen in stations, lijkt mijn pad vorm te krijgen, zonder enige echte bestemming; een pad dat wordt gecreëerd terwijl we verder gaan; een nieuwe tussenstop bij elk doek; een liefde voor het onbekende en nieuwe surrealistische horizonten. In het licht van de klimaatverandering die ons met volle kracht tegemoet treedt en een zee die heel andere proporties aanneemt, bevinden mijn treinen zich met hun voeten in het water, een reflectie op deze nieuwe keuzes die ons worden aangeboden, een visie van hoop, respect en een steeds grotere liefde voor het leven die ons zo genereus voedt. Fluiten, spoormarkeringen, rollende golven, gebroken harten en nieuw gevonden liefde, de verrassing van het ontwerp en de schoonheid van morgen, transcriberen een wereld waar Liefde en dromen de locomotieven van mijn geest blijven. Een surrealistisch werk dat echter een zeer reëel heden weerspiegelt...".
Naast schilderijen realiseert Lamboray soms ook trompe-l'oeil-projecten op gebouwen, waaronder de muurschilderingen Blue Dog Barn (2016) en The Space Donkey (2017) in Oregon, Verenigde Staten.

### Nationale en internationale tentoonstellingen
Zijn werken werden reeds tentoongesteld in vijf werelddelen: Europa (België, Frankrijk, Italië, Oostenrijk, Monaco, Nederland, Verenigd Koninkrijk), Noord-Amerika (Verenigde Staten), Azië (Thailand, Indonesië), Afrika (Guinee) en Oceanië (Australië).
In 2012 exposeerde Lamboray in de Galerie Radeski in Luik. Datzelfde jaar fungeerde hij als eregast op de 6e Hedendaagse Kunstbeurs van Montauban in Frankrijk.
In november 2014 exposeerde Lamboray enkele werken in het museum L'Hôpital Soave in het Italiaanse Codogno, ten zuiden van Milaan.
Op 2 april 2016 was hij de eregast op het Festival des Arts in Merville. Datzelfde jaar stond een minitour doorheen Bali op het programma met tentoonstellingen in Ubud, op het Festival des Arts van Denpasar en Ubub Village Jazz Festival.

### Kunstgalerijen
Zijn werk wordt vertegenwoordigd door diverse kunstpromotoren en galerijen van hedendaagse kunst, waaronder Galerie 713 in Knokke, de Brusselse galerijen Brenart International Gallery en Little Van Gogh, Saatchi Gallery in Londen, Touch of Art in Polen en de Mahlstedt Gallery in New Rochelle, New York voor het Amerikaans grondgebied. Op internationale kunstbeurzen wordt de schilder vertegenwoordigd door de ArtMagna® Federatie. Lamboray werkt tevens samen met het Oostenrijkse kunstconsultancy bedrijf Velvenoir. Hij is ook verbonden met de internationale culturele vereniging ARS Movimento Culturale.

### Kunstwedstrijden
Lamboray neemt sinds 2011 deel aan regionale en internationale kunstwedstrijden, vooral in Frankrijk, en viel met diverse werken reeds meermaals in de prijzen.
Op 13 maart 2013 nam hij deel aan de wedstrijd en tentoonstelling Artoulouse in Frankrijk waar hij een tweede plaats haalde in de categorie “Peinture Figurative”, goed voor een Palme D’Or.  Datzelfde jaar behaalt hij in Frankrijk de eerste plaats in de 12de editie van het Salon International des Arts et Lettre de France in Haute-Garonne.
In november 2016 verwierf de schilder de creativiteitsprijs op het 50ste Salon d'Automne de Peinture, een kunstwedstrijd en tentoonstelling in Muret, Frankrijk.
In februari 2017 won Lamboray de eerste prijs van de jury op het negende Salon de Peinture RankArt in Frankrijk. Datzelfde jaar won hij ook de publieksprijs tijdens de Franse kunstwedstrijd Artempo Exibition.

### Overzicht wedstrijden (selectie)
- 2012: Open Art Exhibition, Light Space & Time Art Gallery – Open Art Exhibition - “special recognition” voor het werk “L’Ane en Gare”[16]
- 2013: Seascape Arts Art Exhibition, Open Art Exhibition, Light Space & Time Art Gallery – Special recognition voor het werk “Summer”[17]
- 2014: Concours International d’Art Contemporain GemlucArt, 6de editie, Auditorium Rainier III, Monaco;
- 2017: gemlucArt 2017 – Concours International d’Art Contemporain – “Prix Focus” met het werk “Cycles of the Dreams” [18]
- 2017: 1er Prix du Jury op 9ème Salon de Peinture RankArt - Frankrijk (Feb-2017);
- 2017: "Prix du Public" Artempo Exibition-France (Feb-2017);

### Prijzen
- 2011: Winnaar van "New Master Artist 2011" - world art competition;
- 2012: Winnaar Kunzfetti-wedstrijd (2012) - MaasRijn Kunstvereniging – Nederland;
- 2012: Eregast op de 6e Hedendaagse Kunstbeurs van Montauban (2012) – Frankrijk;
- 2013: Palme d'Or in Artoulouse (2013) voor Figuratieve Schilderkunst categorie - Toulouse, Frankrijk;
- 2013: Prix Cotation Drouot - 12ème Salon International des Arts Plastiques et Littéraires (2013) - Toulouse, Frankrijk;
- 2013: Winnaar bij "Temps et Mécanique" - Upside kunst - wereldkunstwedstrijd - Dijon, Frankrijk;
- 2013: Winnaar van "New Master Artist 2013" – wereldkunstwedstrijd;
- 2014: Winnaar van "Five Degrees" - Wereld kunstwedstrijd 2014
- 2014: Palme d'Or bij Artoulouse 2014 voor Figuratieve Schilderkunst categorie - Toulouse, Frankrijk
- 2014: Honnor Guest op Les 111 des Arts 2014, Toulouse, Frankrijk
- 2016: Creativiteitsprijs" op het 50ème Salon d'Automne de Peinture de Muret-France (november 2016)
- 2016: Prijs "Galerie Thuillier" ontvangen op de tentoonstelling "Arts & Lettres de France" (Nov-2016)[19]

### Tentoonstellingen (selectie)
Het onderstaande overzicht van de voornaamste exposities waaraan Lamboray deelnam.

- 2005: Oneiric Thoughts, Rotunda Gallery, Neilson Hays Library, Bangkok, Thailand[22]
- 2010: Heroines Galerie, Brussel[23];
- 2010: “Voyages in Brussels”, Brenart International Gallery in Brussel;
- 2011: “Amours in Brussels”, Brenart International Gallery in Brussel[24];
- 2011: Collectieve tentoonstelling “Il Ritorno del Nucleare”, La Pigna galerij, Rome, Italië;
- 2011: ArtMagna Exhibition, Brussel, België;
- 2012: “Creativity from all over the world”, groepstentoonstelling, Jan Garemijn Hall – Brugge, België
- 2012: Galerie Radeski, Luik, België;
- 2012: Expo Arthus Gallery, Brussel;
- 2012: Espace BAB’L, Lougeatude, Louvain-La-Neuve;
- 2012: 6de Salon International d’Art Contemporain de Montauban, Hommage à Marc Dautry;
- 2012: Galérie Astrartes, Lasne, België;
- 2012: Tentoonstelling « Géniale » van GENIARTS bij Europese Commissie in Brussel (Madou), België
- 2013: “Belgian Surrealism For Bali Dogs”, Bali, Indonesia;[25]
- 2013-2014: Artoulous Expo, France;
- 2013: Galerie 713, Knokke, België;
- 2013: “Light in Art” in de Royal Opera Arcade Gallery, Londen, Verenigd Koninkrijk;
- 2013: Tentoonstelling, georganiseerd door Galérie d’Art Antarès, Moulin de Moissac, Frankrijk;
- 2013: Salon de Valence d’Agen, in Valence (Tarn-et-Garonne);
- 2013: Galérie Thuillier, Parijs, Frankrijk;
- 2013: Les 111 des Arts Toulouse, Hôtel Dieu, Toulouse, Frankrijk;
- 2013: 12de editie van Salon International des Arts et Lettre de France, Toulouse Business School, Haute-Garonne, Frankrijk;
- 2014: “Adopt Art”, Art Magna, Tour & Taxis, Brussel, België;
- 2014: Brenart International Gallery, Brussel;
- 2016: Galerie La Mosaïque, Centre commercial, Chemein Belbeze, Saint-Jean, Frankrijk[26];
- 2017: Stadhuis/Maison Communale van Lasne, België[27]
- 2017: “Cycles of Dreams” – Monaco[28]
- 2018-heden: Permanente tentoonstelling van reproducties in Restaurant "Le Troisieme Acte", Zavelwijk, Brussel, België;
- 2019: The Other Art Fair, The Cutaway in Barangaroo, Sydney, Australië
- 2019: Public vernissage, Auditorium Rainier III in Monaco
- 2020: “We Are Artists” – achtste editie – Ukkel, België
- 2020: Solo Exhibition at Galerie 78, Bremerhaven-Geestemünde, Duitsland

### Publicaties
Lamborays schilderijen werden reeds meermaals opgenomen in regionale en internationale kunstmagazines of haalden de cover:
- Art Business News Magazine (2012);
- Art takes Miami (2013);
- Voorpagina van het Amerikaanse kunstboek: International Contemporary Artists Vol VI (2013)[29]
- Voorpagina van ArtQuench Magazine Issue Twa, Los Angeles, VS, 2015;
- “The Theory and Practice of Socio-Economic Management”, Vol. 3, No. 1, 2018[30]
- ArtQuench Magazine (Los Angeles) “"Best Inspirational Contemporary Artists", 2019-2020

In 2015 trok zijn werk Vent de Knokke de aandacht van de Amerikaanse curatrice en redactrice Stacia Gates, stichtster van het prijswinnende kunstmagazine Art Quench. Vent de Knokke fungeerde als cover voor het magazine. Een van zijn andere schilderijen Until We Wake Up”(2019) werd in 2019 gepubliceerd door het Amerikaanse magazine "Best Inspirational Contemporary Artists I" (2019).

### Privéleven
Na langdurig de wereld rondgereisd te hebben en 28 landen bezocht te hebben in vier continenten is hij in 1994 terecht gekomen in Azië. Eerst woonde hij zes jaar in Thailand, daarna verhuisde hij naar Bali, Indonesië.
Hij woont ondertussen reeds twintig jaar in Indonesië en werkt van daaruit. Hij woont er met zijn dochter.